# Sybille Steinbacher
Sybille Steinbacher (* 10. Juni 1966 in München) ist eine deutsche Zeithistorikerin und seit Mai 2017 Universitätsprofessorin an der Universität Frankfurt am Main.

## Leben und Wirken
Im Jahr 1992 beendete sie ihr Studium der Geschichts- und Politikwissenschaften an der Universität München mit dem akademischen Grad Magistra Artium. Von 1994 bis 1997 war sie Stipendiatin am Institut für Zeitgeschichte und 1996 am Deutschen Historischen Institut Warschau. Im Jahr 1998 wurde sie an der Ruhr-Universität Bochum promoviert. Anschließend war sie wissenschaftliche Assistentin am Lehrstuhl für Neuere und Neueste Geschichte bei Norbert Frei. Von 1999 bis 2002 war sie beteiligt an der Historischen Kommission zur Erforschung der Geschichte des Hauses Bertelsmann im Dritten Reich. 2004/2005 verbrachte sie am Center for European Studies der Harvard University. Von 2005 bis 2010 war sie an der Friedrich-Schiller-Universität Jena tätig, an der sie sich 2009 habilitierte. 2010 hatte sie eine Gastprofessur an der Goethe-Universität Frankfurt am Main inne. Im Jahr 2010 wurde sie als Universitätsprofessorin für „Zeitgeschichte – Vergleichende Diktatur-, Gewalt- und Genozidforschung“ an die Universität Wien berufen.
Am 1. Mai 2017 übernahm Sybille Steinbacher den Lehrstuhl „Geschichte und Wirkung des Holocaust“ an der Goethe-Universität Frankfurt am Main im Fachbereich Philosophie und Geschichtswissenschaften sowie die Leitung des Fritz Bauer Instituts. Sie ist Mitglied der Frankfurter Historischen Kommission.
Von 2003 bis 2022 war sie Mitglied der Redaktion der Beiträge zur Geschichte des Nationalsozialismus. Sie ist seit 2011 Mitglied des Internationalen Wissenschaftlichen Beirats des Wiener Wiesenthal Instituts für Holocaust-Studien. 2014 wurde sie zum korrespondierenden Mitglied im Inland der philosophisch-historischen Klasse der Österreichischen Akademie der Wissenschaften gewählt. Ebenfalls seit 2012 hat sie die Projektleitung beim Dachauer Symposium zur Zeitgeschichte inne.
Zu ihren Forschungsgebieten zählen Nationalsozialismus, Holocaust, Faschismus im europäischen Kontext, Nachgeschichte der NS-Zeit sowie Sozial- und Kulturgeschichte der Sexualität im 19. und 20. Jahrhundert.
Im August 2023 gehörte Steinbacher zu den Unterzeichnenden des Manifests „The Elephant in the Room“, das Israels Besetzung der Palästinensischen Autonomiegebiet, Gazastreifen, Westjordanland und Ostjerusalem, als Apartheid-Regime verurteilte. Zu den Forderungen des Manifestes zählt, die Impunität Israels auf internationaler Ebene zu beenden.

## Schriften
Monographien
- Dachau – die Stadt und das Konzentrationslager in der NS-Zeit. Die Untersuchung einer Nachbarschaft (= Münchner Studien zur neueren und neuesten Geschichte. Bd. 5). Lang, Frankfurt am Main u. a. 1993, ISBN 3-631-46682-X.
- „Musterstadt“ Auschwitz. Germanisierungspolitik und Judenmord in Ostoberschlesien (= Darstellungen und Quellen zur Geschichte von Auschwitz. Bd. 2). Saur, München 2000, ISBN 3-598-24031-7 (Zugleich: Bochum, Universität, Dissertation, 1998).
- mit Saul Friedländer, Norbert Frei, Trutz Rendtorff und Reinhard Wittmann: Bertelsmann im Dritten Reich. Bertelsmann, München 2002, ISBN 3-570-00711-1.
- Auschwitz. Geschichte und Nachgeschichte (= Beck’sche Reihe. 2333). Beck, München 2004, ISBN 3-406-50833-2 (Mehrere Auflagen).
- Wie der Sex nach Deutschland kam. Der Kampf um Sittlichkeit und Anstand in der frühen Bundesrepublik. Siedler, München 2011, ISBN 978-3-88680-977-6 (Zugleich: Jena, Universität, Habilitations-Schrift, 2009).
- mit Norbert Frei, Saul Friedländer und Dan Diner: Ein Verbrechen ohne Namen. Anmerkungen zum neuen Streit über den Holocaust. C.H. Beck Verlag, München 2022, ISBN 978-3-406-78449-1.
- Hitler. Geschichte eines Diktators (= Beck’sche Reihe. C. H. Beck Wissen 2959). Beck, München 2025, ISBN 978-3-406-82948-2.

Herausgeberschaften
- mit Norbert Frei, Thomas Grotum, Jan Parcer und Bernd C. Wagner: Standort- und Kommandanturbefehle des Konzentrationslagers Auschwitz. 1940–1945 (= Darstellungen und Quellen zur Geschichte von Auschwitz. Bd. 1). Saur, München 2000, ISBN 3-598-24030-9.
- mit Norbert Frei und Bernd C. Wagner: Ausbeutung, Vernichtung, Öffentlichkeit. Neue Studien zur nationalsozialistischen Lagerpolitik (= Darstellungen und Quellen zur Geschichte von Auschwitz. Bd. 4). Saur, München 2000, ISBN 3-598-24033-3.
- mit Norbert Frei: Beschweigen und Bekennen. Die deutsche Nachkriegsgesellschaft und der Holocaust (= Dachauer Symposium zur Zeitgeschichte, Bd. 1). Wallstein, Göttingen 2001, ISBN 3-89244-493-5.
- Volksgenossinnen. Frauen in der NS-Volksgemeinschaft (= Beiträge zur Geschichte des Nationalsozialismus. Bd. 23). Wallstein, Göttingen 2007, ISBN 978-3-8353-0188-7.
- Transit US-Zone. Überlebende des Holocaust im Bayern der Nachkriegszeit (= Dachauer Symposium zur Zeitgeschichte, Bd. 13). Wallstein, Göttingen 2013, ISBN 978-3-8353-1344-6.
- mit Nikolaus Wachsmann: Die Linke im Visier. Zur Errichtung der Konzentrationslager 1933. Wallstein-Verlag, Göttingen 2014, ISBN 978-3-8353-1494-8.
- mit Frank Bajohr: „... Zeugnis ablegen bis zum letzten“. Tagebücher und persönliche Zeugnisse aus der Zeit des Nationalsozialismus und des Holocaust (= Dachauer Symposien zur Zeitgeschichte. Bd. 15). Wallstein-Verlag, Göttingen 2015, ISBN 3-8353-1742-3.
- 25 Jahre Fritz Bauer Institut. Zur Auseinandersetzung mit den nationalsozialistischen Verbrechen, Wallstein, Göttingen 2022, ISBN 978-3-8353-5077-9.
- mit Frank Bajohr: Eichmann und der Holocaust. Ein Überblick, Metropol, Berlin 2023, ISBN 978-3-86331-717-1.
- mit Dietmar Süß: Die Ukraine, Russland und die Deutschen. 1990/91 bis heute, Wallstein, Göttingen 2024, ISBN 978-3-8353-5508-8.
- mit Jens-Christian Wagner: Rechter Geschichtsrevisionismus in Deutschland. Formen, Felder, Ideologie, Wallstein, Göttingen 2025, ISBN 978-3-8353-5841-6.